# Датска Индия
Датска Индия е термин за бившите колонии на Дания, а до 1814 г. – на Дания-Норвегия, в Индия. Колониите включват град Транкебар в днешния щат Тамил Наду, Серампор в днешен Западен Бенгал и Никобарските острови днес част от индийската съюзна територия Андамански и Никобарски острови.
Датските колонии в Индия са основани от Датската източноиндийска компания, която съществува от XVII до XIX век. Столицата на датската колония е Форт Дансборг в Транкебар, основан през 1620 г. на Короманделския бряг.
Датчаните също така основават няколко търговски предни поста, управлявани от Транкебар:
- 1696 – 1722 – Одеуей Тор на Малабарския бряг
- 1698 – 1714 – Данемаркснагор при Годалпара, югоизточно от Чандернагор
- 1752 – 1791 – Каликут
- Октомври 1755 – Фредерикснагор при Серампор, в днешен Западен Бенгал
- 1754/1756 – Никобарските острови под името Фредериксьорне
- 1763 – Баласор (вече окупиран 1636 – 1643)

През 1777 г. Датска Индия е предадена на правителството от компанията и става датска кралска колония.
През 1789 г. Андаманските острови стават британско владение. По време на Наполеоновите войни, британците нападат датски кораби и опустошават търговията на Датската източноиндийска компания. През периодите май 1801 – август 1802 и 1808 – 20 септември 1815 г. британците дори опукират Дансборг и Фредерикснагор.
Датските колонии западат и британците в крайна сметка ги завлядяват, правейки ги част от Британска Индия: Серампор е продаден на британците през 1839 г., а Транкебар и повечето малки селища през 1845 (11 октомври 1845 Фредерикснагор е продаден; 7 ноември 1845 други континентални селища на Датска Индия са продадени); на 16 октомври 1868 г. всички датски права над Никобарските острови, които след 1848 са постепенно изоставени, са продадени на Великобритания.